# Свои дети
Свердловский региональный благотворительный общественный фонд «Свои дети» — воспитательно-досуговый фонд для детей, оказавшихся в трудной жизненной ситуации. Фонд «СВОИ ДЕТИ» создан 22 марта 2010 года. Деятельность Фонда направлена на гармоничное развитие подопечных — воспитанников детских домов, школ-интернатов, детей из многодетных и малообеспеченных семей, детей, состоящих в территориальных комиссиях по делам несовершеннолетних. Детский фонд объединяет под своим началом десятки детских домов и социальных учреждений города Екатеринбурга и Свердловской области. Фонд функционирует на территории одного субъекта Российской Федерации — Свердловской области.

## История Фонда
2010 год
Регистрация. Формирование ключевых программ Фонда: «Свой спорт», «Свой болельщик», «Свой кумир». Работа с 10 детскими домами города Екатеринбурга и Свердловской области. Организация и проведение Спартакиады «Своя лига чемпионов».
2011 год
Вступление в Экспертный Совет двукратного Олимпийского чемпиона по биатлону Сергея Чепикова. Формирование программ «Своя профессия», «Своя культура безопасности», «Своё общение», «Своя вера», «Свой досуг». Работа с 25 детскими домами и социальными учреждениями города Екатеринбурга и Свердловской области. Организация и проведение первого Большого Благотворительного концерта, второго концерта с поддержкой Чулпан Хаматовой. Концерты направлены на поддержку детей с онкологическими заболеваниями. Получение субсидии от Министерства физической культуры, спорта и молодёжной политики Свердловской области. Сотрудничество с Екатеринбургской и Верхотурской Епархией.
2012 год
Вступление в Экспертный Совет фонда Зураба Фарояна — трёхкратного чемпиона мира по кикбоксингу, Альсима Черноскулова — чемпиона мира по самбо, Прилукова Юрия — шестикратного чемпиона мира по плаванию. Работа более чем с 35 детскими домами города Екатеринбурга и Свердловской области. Ведение новой программы «Спортпланёрка». Сотрудничество с уполномоченным по правам ребёнка Свердловской области. Получение грантовой поддержки от Благотворительного Фонда «Синара».

## Программы Фонда
- Свой спорт
- Своя профессия
- Своё общение
- Свои таланты
- Спортпланёрка